# Mártonfalva

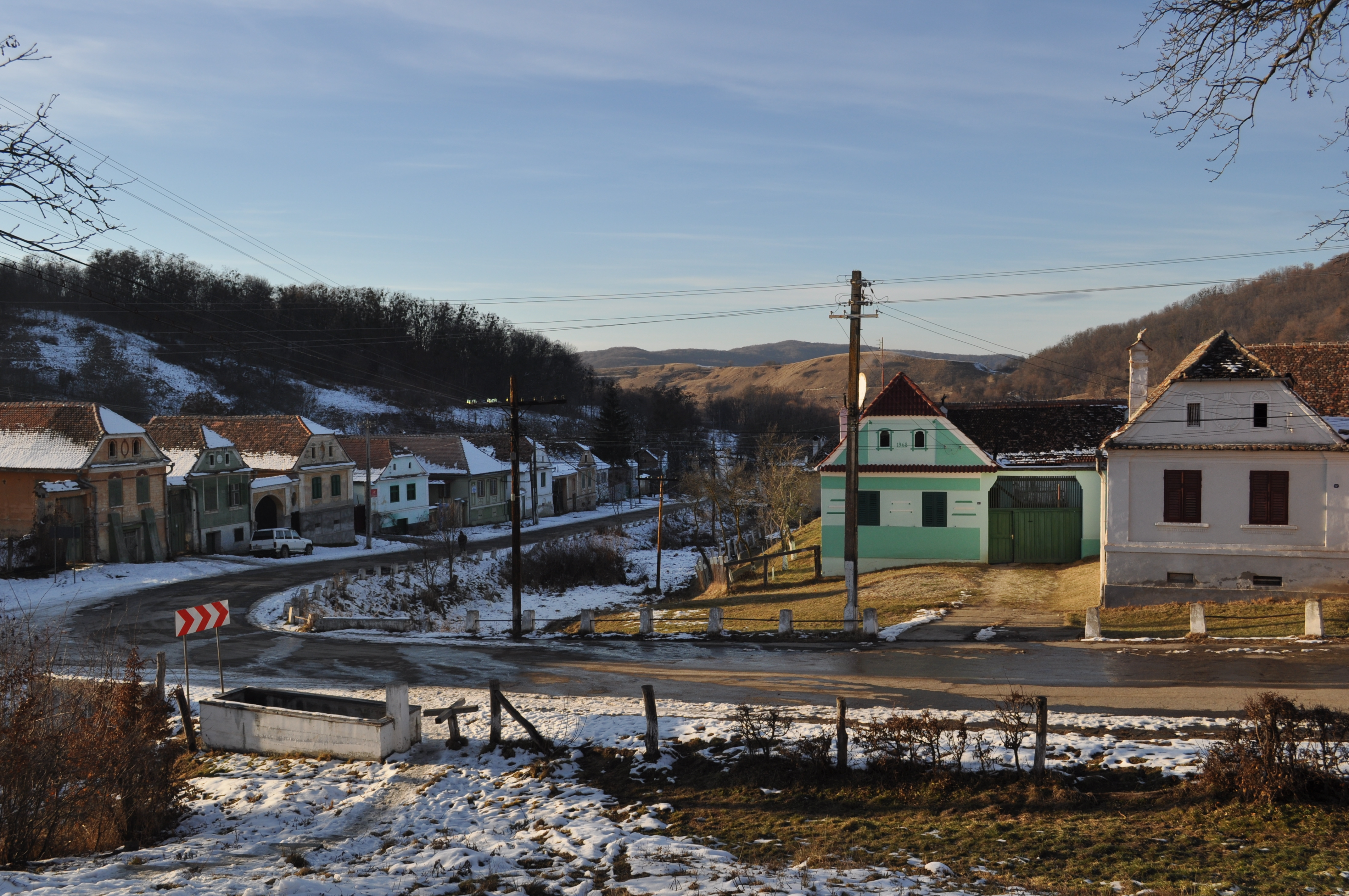

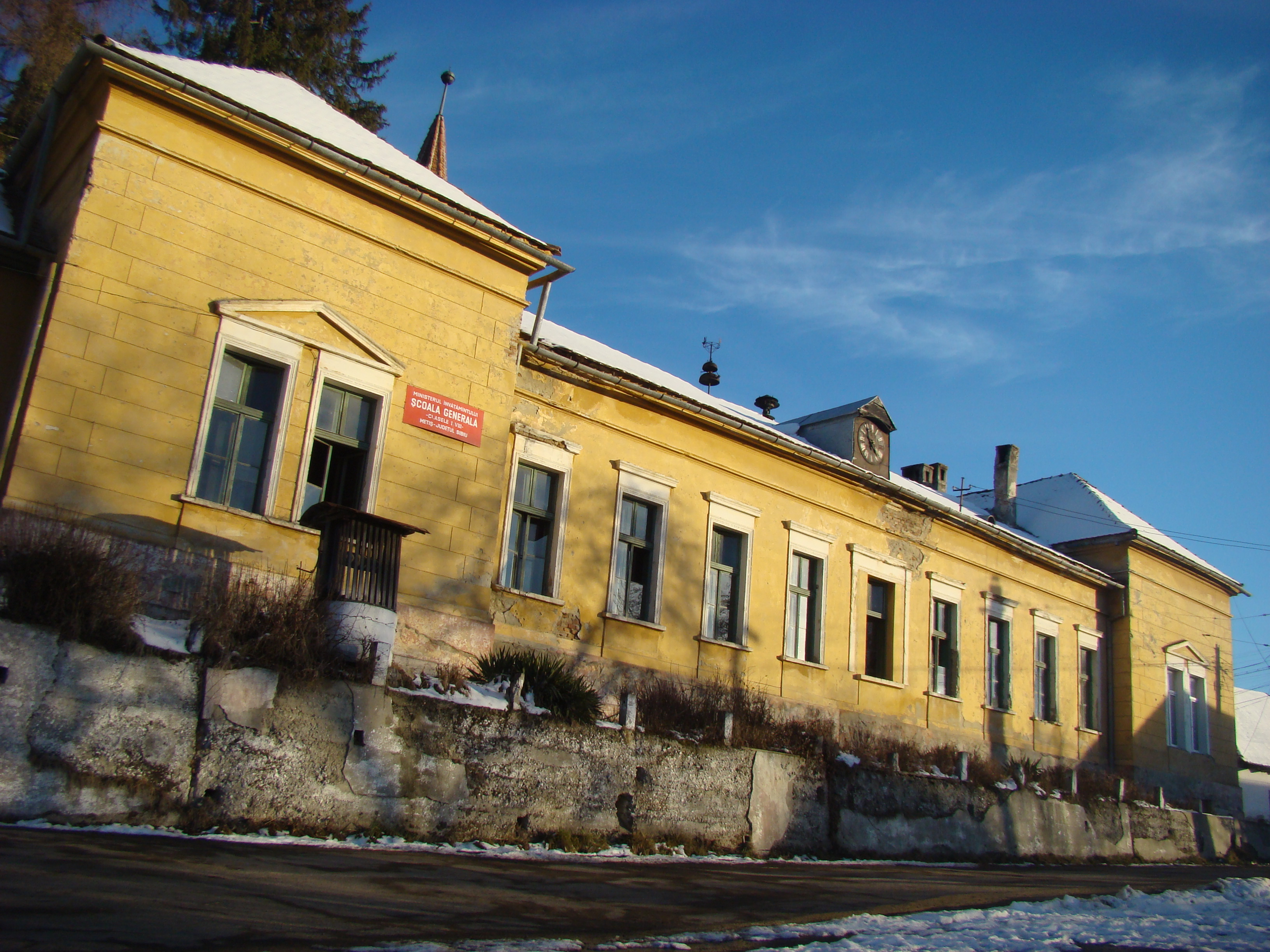
Iskola

Mártonfalva (Szászmártonfalva, Martonfalva, románul Metiș, 1925-ig Metișdorf, németül Martinsdorf) falu Romániában, Szeben megyében. Sálfalva községhez tartozik.

## Nevének eredete
1319-ben említették először Mortonfalwa néven. Az első írott német névváltozat 1423-ból való: Mortensdorff. Román neve a szász névből való, és először 1750-ben szerepel: Metisdorff.

## Fekvése
Mártonfalva a Nagyselyket Szentágotával összekötő út mentén fekszik, a megyeközpont Nagyszebentől kb. 55 kilométernyire.

## Népesség

### Etnikai és vallási megoszlás
- 1850-ben 643 lakosából 537 volt szász, 77 román, 24 cigány és öt magyar nemzetiségű; 537 lutheránus, 54 ortodox, 47 görögkatolikus és öt református vallású.
- 1910-ben 687 lakosából 545 volt német, 115 román és 18 magyar anyanyelvű; 543 evangélikus, 107 görögkatolikus, 17 ortodox, 12 református és nyolc római katolikus vallású.
- 1987-ben 440 mártonfalvi születésű szász élt Romániában és 404 külföldön.
- 2002-ben 317 lakosából 149 vallotta magát román, 141 cigány, 24 német és három magyar nemzetiségűnek; 282 ortodox és 33 evangélikus vallásúnak.

## Története
Először 1319-ben említett szász falu. A privilegizált Királyföld határain kívül esett, szász lakói jobbágyok voltak. Viszonylagos szabadságot élveztek azonban, mivel magyar kisnemesi birtokosainak többsége a falutól távol élt és viszonylag szegény volt. Így a birtokosok közötti határvitákban a 18. században először a falubíró döntött, fellebbezés esetén pedig gyakran egy szomszédos szász faluközösséget vagy a medgyesi tanácsot kértek fel döntőbírónak. A nemesek csak a 19. század elején érték el, hogy fellebbezéseiket a vármegyéhez továbbítsák. A szászok maguk választották papjukat és tanítójukat is.
Az 1738-as pestisjárványnak 608 lakosából három hónap alatt százan estek áldozatul. Románok először a falutól nyugatra, a Hirtenberg alatti bei den Hirten határrészben települtek meg. 1766-ban a csekély létszámú magyar nemesség mellett, akik református leányegyházat alkottak, szászok és románok lakták. Szász evangélikus egyháza 230 férfit és 241 asszonyt számlált.
A szerény szász jobbágyfalu 1800 és 1849 között Felső-Fehér vármegye székhelye volt. Bisztray Károly szerint: “oly elhagyatott faluban, mint Szászmártonfalva, egyik megye sem tartotta megye- és tiszti-gyűléseit. Különös, hogy éppen ezen nyomorú faluba építették a megye praetoriumát, ahol sem megfelelő lakások, sem élelmiszerek, sem boltok, sem iskolák nem találtatnak.” 1876-tól Nagy-Küküllő vármegye Szentágotai járásához tartozott.
Nemesi tulajdonosainak zöme, akik csak szerény bevételre számíthattak itteni birtokaikból, a 19. század első felében lassanként eladták őket a szász faluközösségnek vagy beköltözőknek. Erdejének tulajdonáért azonban az 1850-es évektől 1887-ig folyt per, amikor azt a községnek ítélték. A filoxérajárvány miatt 1898–99-ben számos lakosa az Amerikai Egyesült Államokba vándorolt ki. Határát 1906–09-ben tagosították.
1921-ben 518 hektár földjét osztották ki felsőgezésiek, bürkösiek és vecsérdiek között. Az 1930-as években lakói a korábbi, apró parasztházak helyére tágas újakat építettek téglából.
Első szász lakója 1958-ban vándorolt ki Németországba. Már a szocialista rendszer vége felé, de különösen a rendszerváltás után a szászok többsége is oda települt át. Németországban 1984 óta működik a mártonfalvi szászok hagyományőrző egyesülete („Heimatortsgemeinschaft“ =HOG).

## Látnivalók
- Evangélikus templom